# ووهیتراندریانا
ووهیتراندریانا (به لاتین: Vohitrandriana) یک منطقهٔ مسکونی در ماداگاسکار است که در نوسی واریکا واقع شده‌است. ووهیتراندریانا ۳۱٬۰۰۰ نفر جمعیت دارد و ۱۲۱ متر بالاتر از سطح دریا واقع شده‌است.